# Christian Leduc (photographe)
Pour les articles homonymes, voir Leduc.
Christian Leduc est un photographe canadien né en 1977 à La Sarre, en Abitibi-Témiscamingue.

## Biographie
Christian Leduc, né le 16 août 1977 à La Sarre, en Abitibi-Témiscamingue, est un photographe canadien. Il reçoit son premier appareil photo, un Kodak Extra, à l'âge de 10 ans par son parrain et sa marraine. À cette époque, c'est sa mère qui lui achetait ses premières pellicules. Après avoir obtenu son diplôme secondaire à l'école Polyno en 1997, il fait ses études de technique en photographie au Cégep du Vieux Montréal. 
Entre 2001 et 2002, il s'installe à Rouyn-Noranda, la ville où il va exercer son métier. C'est en 2002 qu'a lieu sa première exposition, Vu d'eau, exposée à L’Écart, lieu d’art actuel, à Rouyn-Noranda.
Depuis 2002, son travail est exposé dans plusieurs lieux d'arts, dont L'Écart (Rouyn-Noranda), Le Lobe (Saguenay), Caravansérail (Rimouski), Vaste et Vague (Carleton) et même dans d'autres pays comme en Serbie, en Argentine et en Nouvelle-Zélande. Durant le confinement, il a eu comme projet de photographier des familles et de publier sur ses réseaux sociaux des couples, des grands-parents ou des personnes seules à travers leur fenêtre. Le 25 mars 2022, il inaugure son exposition Siècle qui constitue 100 photos de citoyens rouynorandiens d'une personne par année de 1918 à 2018. Il est photographe en chef du FME en Abitibi-Témiscamingue. Il a aussi collaboré pour l'affiche du 32e Festival du cinéma international en Abitibi-Témiscamingue (FCIAT), avec l'aide du graphiste Martin Poitras. Il a travaillé avec Serge Bordeleau sur l'épisode "Pop-Wow" du projet Abitibi 360.

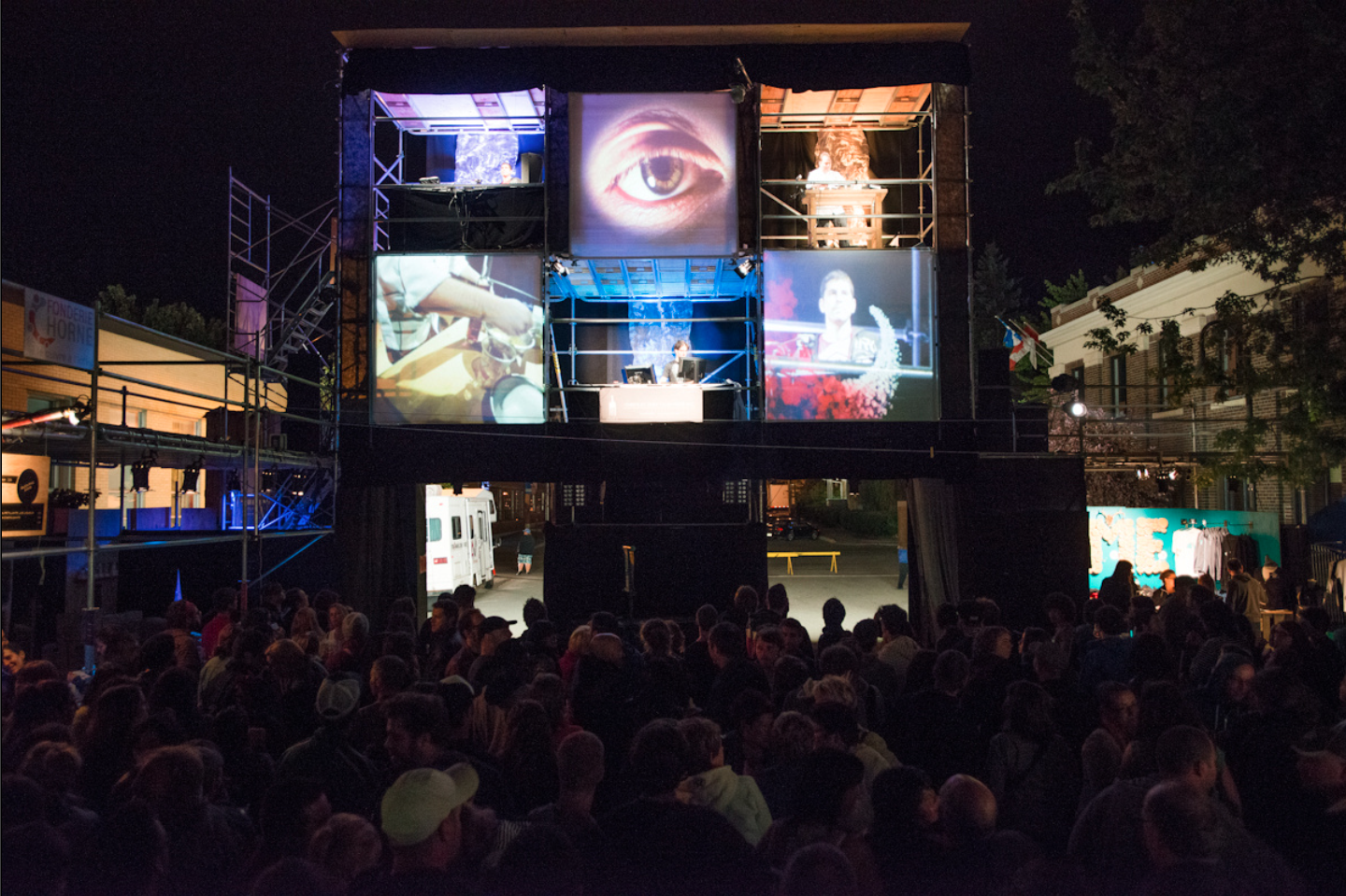
Photo prise par Christian Leduc lors du FME 2012 en Abitibi-Témiscamingue

## Expositions
2002
Christian Leduc, Vu d'eau, L'Écart.. . lieu d'art actuel, Rouyn-Noranda

Le 24 mars 2002, L'Écart.. . lieu d'art actuel, Rouyn-Noranda expose Vu d'eau, la première exposition de Christian Leduc. Dans Vu d'eau, Christian Leduc a invité 66 personnes de son entourage pour leur verser de l'eau sur leur tête par surprise et immortaliser leur réaction.
2006

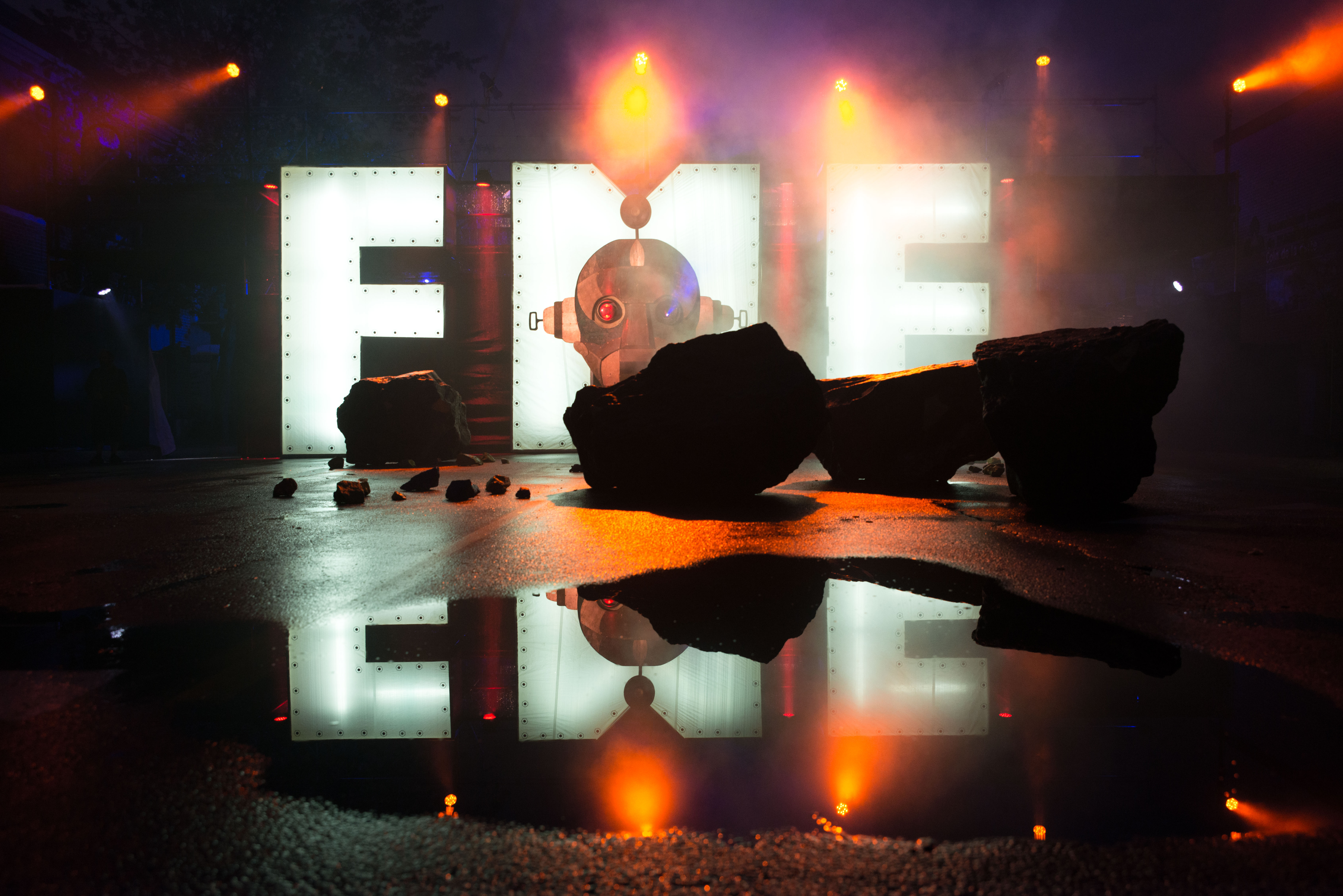
Photo prise par Christian Leduc lors du FME 2014 en Abitibi-Témiscamingue

Christian Leduc et Patrick Bernèche, La famille Display, Collectif LEDBER, L'Écart.. . lieu d'art actuel, Rouyn-Noranda
En 2006 le duo Lebder, composé de Patrick Bernèche et Christian Leduc, dévoile La famille Display. Ce projet compose plusieurs photos de moments de vie de la famille Display, une mise en scène réalisée avec des figurants dans un magasin de meubles.
2006
Christian Leduc, Le nombril du monde, Centre d'exposition de Rouyn-Noranda
Réalisé en 2004, Le nombril du monde est une exposition composée de nombrils. « Celui-là, je l’appelle des portraits sans visage, mais aussi révélateurs que dans le projet Identité. Le nombril, c’est l’égocentrisme, mais ici on ne voit, par le cadrage, que les mains, la taille, une partie de vêtements, mais on peut tout de même avoir une idée ou certains repères sur qui est la personne » paroles de Christian Leduc dans L'Indice Bohémien. 
2014
Christian Leduc, Show de boucane, L'Écart.. . lieu d'art actuel, Rouyn-Noranda
En 2014, L'Écart.. . lieu d'art actuel, Rouyn-Noranda présente Show de boucane. Show de boucane, c'est plusieurs photographies présentant des lieux de nature, principalement des forêts, mais avec de la fumée colorée.
2014
Christian Leduc, Dominic Leclerc et Karine Berthiaume, Scalène, Centre d'exposition de Rouyn-Noranda
En 2014, le collectif TRIANGLE, composé de Christian Leduc, Dominic Leclerc et Karine Berthiaume, crée une installation immersive nommée Scalène. Cette expérience plonge le spectateur dans une immersion vidéo qui joue avec les perspectives et plusieurs effets. 
2020
Christian Leduc, Portraits de confinement, Bibliothèque municipale de Rouyn-Noranda
Avant d'être exposé à la Bibliothèque municipale de Rouyn-Noranda, Portraits de confinement est un projet lancé par Christian Leduc lors du premier confinement de la Covid-19 en 2020. Ce projet consiste à prendre en portrait des familles, des personnes âgées ou des gens seuls pour montrer qu'ils sont bel et bien confinés. En premier lieu, il publiera les clichés sur ses réseaux sociaux avant de l'exposer à la Bibliothèque municipale de Rouyn-Noranda.
2022
Christian Leduc, Siècle, Musée d'art de Rouyn-Noranda
C'est en 2022 que le Musée d'art de Rouyn-Noranda expose Siècle de Christian Leduc. Siècle est un projet composé de 100 photos de Rouynorandiens de 1918 à 2018. Cette exposition regroupe aussi Vu d'eau, Identité et Le nombril du monde, 3 autres projets du photographe.

## Distinctions
En 1999, il gagne un concours à l'exposition Nouvelles Frontières. En 2014, il est nommé artiste de l'année de Rouyn-Noranda.